# Иссуфу, Абдулразак
Абдулразак Иссуфу (англ. Abdoul Razak Issoufou; род. 26 декабря 1994, Ниамей) — тхэквондист из Нигера, серебряный призёр Летних Олимпийских игр 2016 года. Чемпион мира 2017 года.

## Карьера
В 2016 году на Олимпиаде в Рио-де-Жанейро Иссуфу в своей весовой категории сенсационно дошёл до финала, в котором он уступил азербайджанцу Радику Исаеву. Эта медаль стала второй в истории Нигера (первая была в 1972 году). После решающей схватки Иссуфу публично извинился за поражение перед жителями своей страны.